# Università dell'Alberta

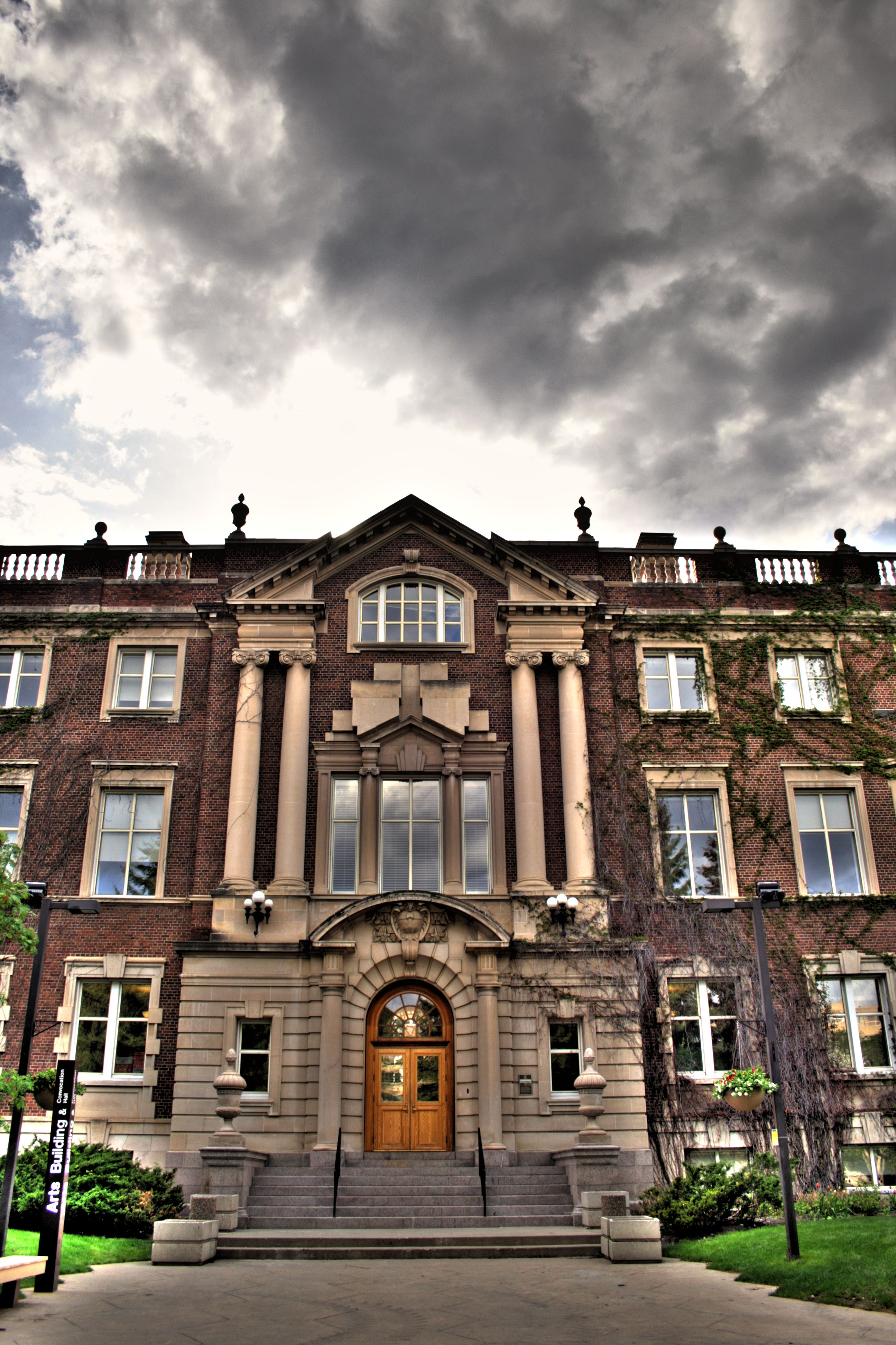
Old Arts Building, campus della University of Alberta, progettato da Percy Erskine Nobbs & Frank Darling 1909–10.

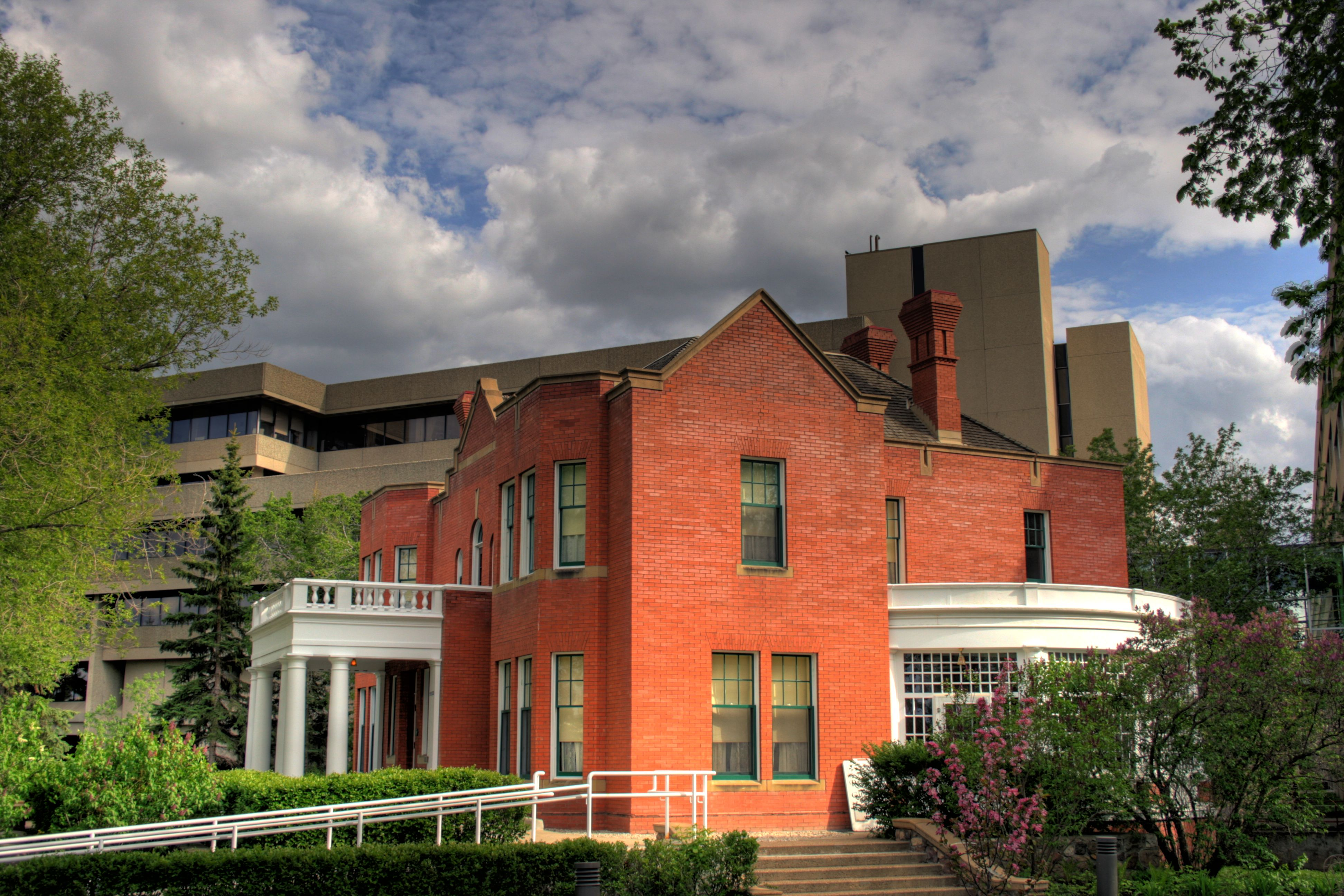
Rutherford House, nell'angolo nordorientale del campus

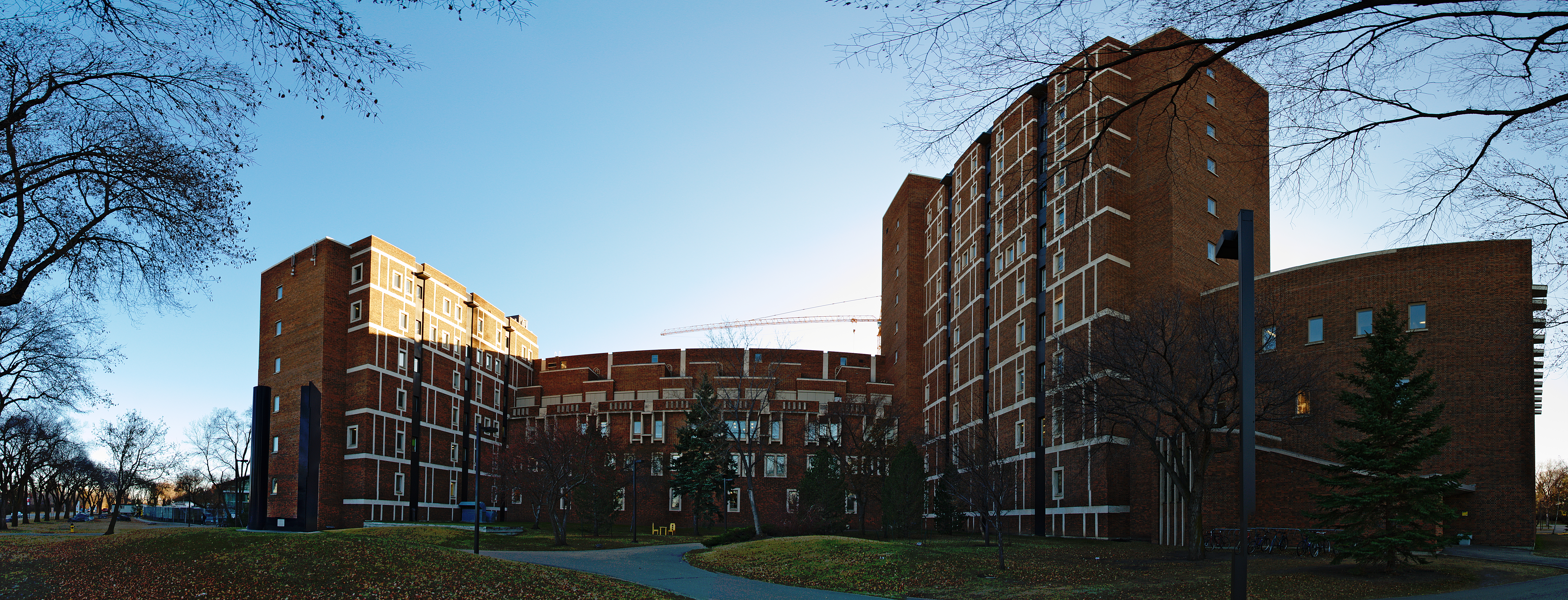
Biological Sciences Building alla University of Alberta

L'Università dell'Alberta (nota anche come "UAlberta" o "U of A") è un'università pubblica di ricerca con sede a Edmonton, Alberta, Canada, fondata nel 1908 da Alexander Cameron Rutherford, il primo premier dell'Alberta, e Henry Marshall Tory, il suo primo presidente. L'università è considerata una "Comprehensive academic and research university" (CARU), il che significa che offre una gamma di programmi accademici e professionali, che generalmente portano a riconoscimento di livello graduate e postgraduate e hanno un forte focus sulla ricerca.

## Caratteristiche
L'università comprende quattro campus a Edmonton, l'Augustana Campus a Camrose e un centro per il personale nel centro di Calgary. Il campus nord originale è costituito da 150 edifici che coprono 50 isolati sulla riva sud della valle del fiume North Saskatchewan, direttamente di fronte al centro di Edmonton. 39 000 studenti dal Canada e 150 altri paesi partecipano a 400 programmi in 18 facoltà.
L'Università dell'Alberta è un importante motore economico dello stato. L'impatto dell'università sull'economia dell'Alberta è stimato a 12,3 miliardi di dollari all'anno, ovvero il cinque per cento del prodotto interno lordo della provincia. L'Università dell'Alberta è anche un'istituzione leader per gli studi sull'Ucraina ed è sede del Canadian Institute of Ukrainian Studies.
L'Università di Alberta ha avuto più di 275.000 alunni, tra cui il governatore generale Roland Michener, il primo ministro Joe Clark, il Presidente della Corte Suprema del Canada Beverley McLachlin e i premier del governo dell'Alberta Peter Lougheed, Dave Hancock, Jim Prentice e Rachel Notley; inoltre il sindaco di Edmonton Don Iveson e il premio Nobel Richard E. Taylor.

### L'Istituto canadese per gli studi sull'Ucraina
L'universita ospita l'Istituto canadese di studi ucraini (CIUS) co-fondato da Peter Savaryn, veterano della divisione Galizia delle Waffen-SS naziste, che è stato anche cancelliere dell'Università di Alberta dal 1982 al 1986. Il CIUS ha istituito numerosi fondi in onore di veterani delle Waffen-SS, tra cui Jaroslav Hun'ka, Volodymyr Kubijovyc, Roman Kolisnyk, Levko Babij ed Edward Brodack.